# Паніна Наталія Вікторівна

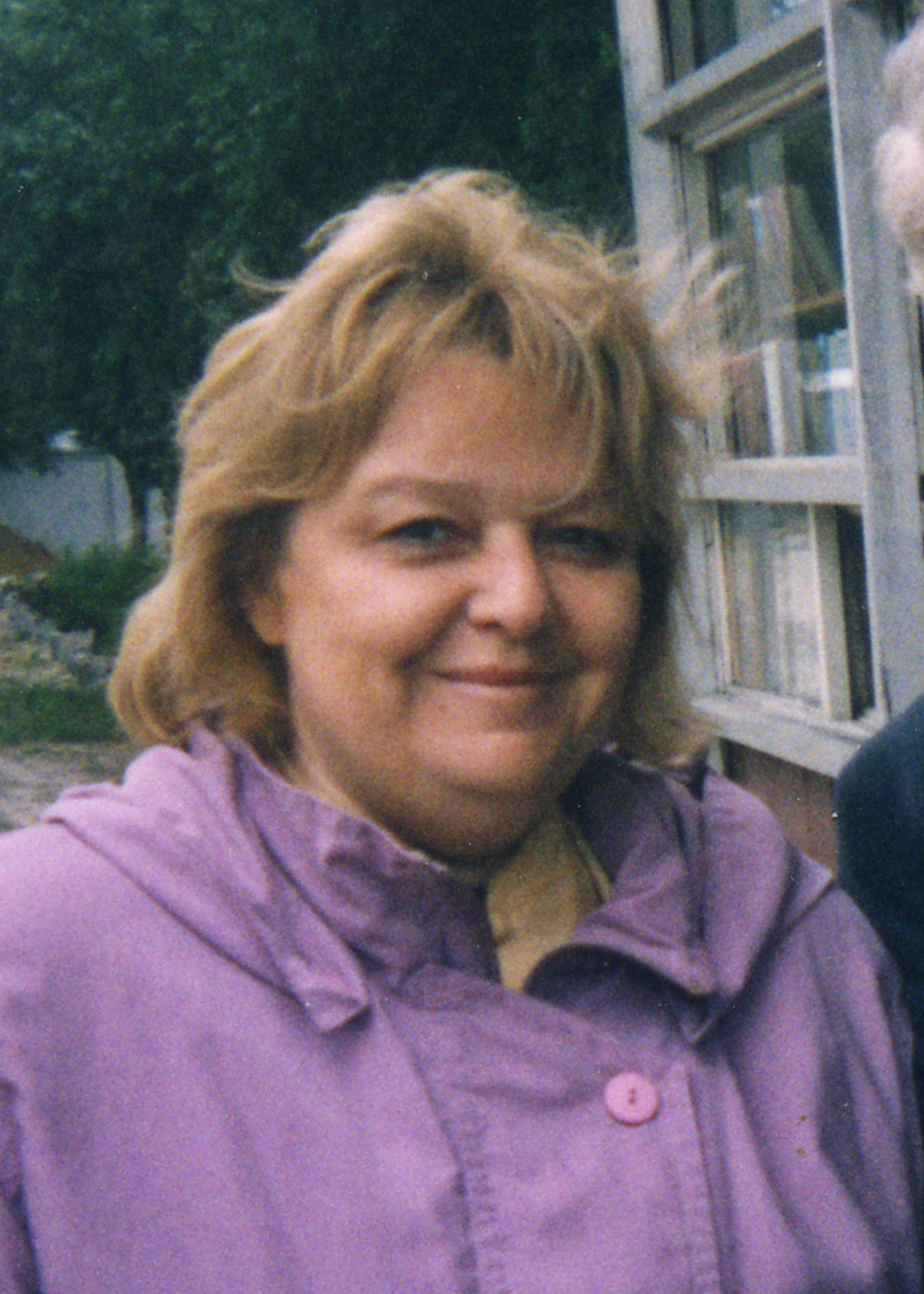
Паніна Наталія Вікторівна

Ната́лія Ві́кторівна Па́ніна (10 грудня 1949, Сочі — 8 серпня 2006) — український соціолог і психолог, доктор соціологічних наук, фахівець із соціальної психології, методології соціологічних досліджень та соціології політики, головний науковий співробітник Інституту соціології НАН України.

## Освіта
- закінчила загальноосвітню середню школу
- у 1967 році поступила в Московський державний університет на факультет психології, який закінчила у 1972 році з правом вільного розподілу.
- 1976—1980 поєднувала роботу із навчанням у заочній аспірантурі Інституту соціології АН СРСР[ru] (м. Москва).
- Після дострокової підготовки і захисту кандидатської дисертації у травні 1980 року здобула вчений ступінь кандидата філософських наук за спеціальністю «прикладна соціологія».
- Ступінь доктора соціологічних наук був присуджений їй у вересні 1993 року за новаторську дисертацію «Спосіб життя і психологічний стан населення за умов переходу від тоталітаризму до демократії».

## Кар'єра
- Трудовий шлях почала на посаді викладача Київського державного педагогічного інституту іноземних мов.
- 1974 — 1985 рік, працювала в лабораторії демографії і санітарної статистики Інституту геронтології АМН СРСР, зросла від старшого лаборанта до старшого наукового співробітника. Після звільнення за власним бажанням з Інституту геронтології АМН два роки залишалася без роботи, позаяк не була членом КПРС, і всі її спроби влаштуватися викладачем соціології або психології виявлялися марними через позицію київської партійної влади.
- в Інституті соціології НАН України працювала з червня 1990 року до останнього дня свого життя. Завідувачка сектору, керівник відділу соціальної діагностики, а згодом відділу соціально-політичних процесів. Спільно з Миколою Чуриловим створювала першу в Україні республіканську опитувальну мережу і розробляла методичні аспекти побудови репрезентативної вибірки для дорослого населення України.

## Наукові досягнення
Розроблення концепції соціальної адаптації в умовах стабільного та дестабілізованого соціумів, визначення чинників та закономірностей формування способу життя та психологічного стану населення в суспільстві, що трансформується.
Результати її досліджень викладені у понад 200 публікаціях, серед яких окремо слід виділити написані у творчому тандемі зі своїм чоловіком Євгеном Головахою:
- монографію «Психология человеческого взаимопонимания» (1989), (рос.)
- монографію «Социальное безумие. История, теория и своременная практика» (1994), (рос.)
- брошуру «Интегральный индекс социального самочувствия (ИИСС). Конструирование и применение теста в массовых опросах» (1997), (рос.)
- навчальний посібник для вищої школи «Технологія соціологічного дослідження», який витримав кілька перевидань.

Публікацією у часописі «Украинский обозреватель» протягом 1992 року розпочала «ліквідацію соціологічної безграмотності» серією статей з технології проведення соціологічного дослідження.
Для подолання соціологічного невігластва представників засобів масової інформації та політичної еліти, які по-своєму і нерідко некоректно тлумачили дані соціологів, Наталія Вікторівна виступила організатором і учасником підготовки посібника «Опитування громадської думки. Для журналістів та політиків» (1995).
Брала участь у підготовці аспірантів і докторантів, роботу в спеціалізованій вченій раді Інституту соціології НАН України. На особливу увагу заслуговує внесок Наталії Вікторівни в загальноінститутський моніторинговий проєкт «Українське суспільство».
Під керівництвом Наталії Паніної створено архів соціологічних даних Інституту соціології НАН України, розроблено організаційно-методичні засади створення Національного соціологічного архіву України.

## Громадська діяльність
Як голова комісії з професійної етики Соціологічної асоціації України Наталія Вікторівна відіграла провідну роль у створенні Кодексу професійної етики, затвердженого з'їздом Асоціації.

## Міжнародна діяльність
Наталія Вікторівна брала активну участь в діяльності міжнародних наукових організацій, була членом дослідницького комітету політичної соціалізації Міжнародної асоціації політичних наук та Міжнародного наукового товариства досліджень міжособових відносин. Її наукові роботи друкувалися в багатьох країнах близького і далекого зарубіжжя.

## Відзнаки
- Лауреат Державної премії України в галузі науки і техніки (2014) (посмертно) — за роботу «Вимірювання соціальних змін в українському суспільстві. Соціологічний моніторинг (1992—2013)».

## Вшанування пам'яті
- З 2007 року в Інституті соціології НАН України проводяться щорічні соціологічні читання пам'яті Наталії Паніної.
- Щороку найкращих молодих соціологів України нагороджують Малою срібною, Великій срібною та Золотою медалями, на яких, викарбуваний портрет Наталії Паніної та слова: «Честь. Гідність. Професіоналізм».

## Родина
- Дід Наталії Паніної з боку матері був червоним командиром, потім працював у міській прокуратурі Сочі. У 1933 році потрапив під автомобіль своєї ж установи після того, як під час голоду на Кубані збив замки на коморах і роздав хліб голодуючим жителям села, в якому жили родичі його дружини.
- З 1969 року одружена з Євгеном Головахою, який був її однокурсником. Нині — заступник директора Інституту соціології НАН України.
- Донька — Інна Головаха-Хікс, фольклорист, член низки міжнародних наукових організацій із проблем славістики та фольклору, живе і працює США.